# Даньов
Даньов — лісовий заказник місцевого значення. Об'єкт розташований на території Звягельського району Житомирської області, ДП «Ємільчинське ЛГ», Глумчанське лісництво, кв. 46, 52.
Площа — 226 га, статус отриманий у 1991 році.